# Manuel Virgüez
Manuel Antonio Virgüez Piraquive (Bogotá, 10 de mayo de 1969) es un suboficial naval retirado de la Armada de la República de Colombia, desde las elecciones legislativas de Colombia de 2006 hasta la actualidad ha sido elegido en varias oportunidades Senador de su país en la lista del partido MIRA, resultando ser el primer suboficial retirado de la Fuerza Naval de Colombia en llegar a la Cámara Alta. En 2022 además fue designado como Presidente del Partido MIRA. Es sobrino de la pastora María Luisa Piraquive.

## Familia
Casado y con hijos, es sobrino de la pastora María Luisa Piraquive, primo-hermano de la exsenadora Alexandra Moreno Piraquive, primo-hermano de Darío Falcón Piraquive que fue Viceministro de Trabajo de Panamá y primo-hermano del Concejal de Bogotá Samir Bedoya Piraquive.

## Congresista de Colombia
Fue Coordinador de su partido en la costa Caribe. En las elecciones legislativas de Colombia de 2006, Virgüez fue elegido senador de la república de Colombia, como segundo renglón, en la lista encabezada por la senadora Alexandra Moreno Piraquive, en donde obtuvieron un total de 237.512 votos. Durante el segundo semestre de 2008 fue presidente de la Comisión Cuarta Constitucional y la Comisión de Derechos Humanos del Senado.
El Senador Virgüez es reelecto en las elecciones legislativas de Colombia de 2010, donde de nuevo secundó a Piraquive, obteniendo un total de 298.862 votos, con lo que resultó también electo en el tercer renglón, el ex-concejal de Bogotá Carlos Alberto Baena.
Integró la Comisión Cuarta de derechos humanos del Senado de la República, y la Comisión Segunda hasta junio de 2014.
En el año 2018 el Consejo de Estado de Colombia emitió un fallo en favor del Partido político MIRA y ordenó que se le entregara a Virgüez la credencial que lo acredita como senador para el periodo 2014-2018.
En 2020 retornó al Senado cubriendo una licencia de maternidad de Ana Paola Agudelo.
Virgüez fue elegido nuevamente como Congresista, esta vez mediante la coalición entre los partidos Cristianos Colombia Justa Libre y el Partido MIRA para el periodo legislativo 2022-2026, donde actualmente  hace parte de la Comisión Segunda del Senado de la República de Colombia, tratando temas como política internacional, defensa nacional y fuerza pública, comercio exterior e integración económica, entre otros. 

### Iniciativas
Desde el Senado, Virgüez ha participado en las siguientes iniciativas legislativas:
| Tema      | Resumen | Autores |
| --------- | --- | --- |
| Salud     | - Ley 1275 de 2009. Beneficios para personas con “enanismo”, quienes recibirán el mismo apoyo que el Estado otorga a la población en condición de discapacidad. - Ley 1414 de 2010. Protección a los pacientes epilépticos. | - Alexandra Moreno, Manuel Virgüez, Luis Carlos Avellaneda Tarazona,Gloria Stella Diaz Ortiz. - Alexandra Moreno, Manuel Virgüez |
| Educación | - Ley 1322 de 2009. Se autoriza la prestación del servicio de auxiliar jurídico (Estudiantes de derecho) en entidades estatales colombianas en el exterior.                                                                 | - Alexandra Moreno, Manuel Virgüez, Luis Carlos Avellaneda Tarazona,Gloria Stella Diaz Ortiz.                                    |

#### Debates y audiencias
A continuación sus debates y audiencias en el Senado de Colombia:
- Realizó la Audiencia Pública virtual en la Comisión Segunda del Senado, la cual fue citada por el senador Virgüez para conocer cuáles han sido los avances en la ley de amnistía para los remisos y los beneficios para quienes prestan el servicio militar.[8]

## Carrera política
Su trayectoria política se ha identificado por haber sido elegido en el 2006 Senador de su país en la lista del partido MIRA.
En el año 2018 le fue restituida la curul como senador de Colombia para el periodo legislativo 2014-2018, y en 2022 fue electo Senador:

### Partidos políticos
Manuel Virgüez inició su carrera política en el seno del Partido MIRA,  en el año 2006, Manuel Virgüez asumió por primera vez la presidencia del Partido MIRA.
Tras su paso por la presidencia del Partido MIRA, Virgüez fue elegido para ocupar el cargo de vicepresidente. En octubre de 2022, Virgüez fue nuevamente elegido como presidente del Partido MIRA.

### Cargos públicos
Entre los cargos públicos ocupados por Manuel Antonio Virgüez Piraquive, se identifican:
| Cargo público       | Partido político | Fecha Inicio        | Fecha Fin           |
| Senador de Colombia | Partido MIRA     | 20 de julio de 2006 | 20 de julio de 2014 |
| Senador de Colombia | Partido MIRA     | 20 de julio de 2014 | 20 de julio de 2018 |
| Senador de Colombia | Partido MIRA     | 20 de julio de 2022 | Vigente             |

Es Profesional Oficial de la reserva de la Policía Nacional de Colombia.

### Coalición política
En septiembre de 2021 logra, junto con los demás dirigentes de su partido, conformar con el partido Colombia Justa Libres, la primera coalición electoral y política del sector religioso en Colombia, la que denominaron Nos Une Colombia.

## Reconocimientos
- Condecorado con medalla "Sargento Inocencio Chincá" por los servicios brindados a la institución y por su aporte en el fortalecimiento intelectual y moral de los Suboficiales.
- Reconocido por la Armada Nacional de Colombia y varias cooperativas de militares retirados de su país, por ser el primer Suboficial de todas las fuerzas, en ser Senador de la República de Colombia.
- La Fundación Integral Kardios lo reconoció por su constante trabajo en la búsqueda de acciones para brindar apoyo a la población con epilepsia.
- En 2008 el Concejo municipal de Campoalegre lo declaró persona grata en dicho municipio huilense.